# Сабітова Олена Вікторівна
Сабітова Олена Вікторівна (рос. Сабитова Елена Викторовна; 7 січня 1980, Новопавловськ, Ставропольський край — † 18 лютого 2008, Ростов-на-Дону) — російська кікбоксерка і боксерка, чемпіонка та призерка чемпіонатів світу та Європи.

## Спортивна кар'єра
Змалку Олена Сабітова страждала на остеомієліт, тому з чотирнадцяти років почала займатися спортом, а саме кікбоксингом. Пересилювала себе на тренуваннях, і з часом з'явилися хороші результати на змаганнях. До 2000 року вона була вже чемпіонкою світу і триразовою чемпіонкою Росії з кікбоксингу.
- 2001 року взяла участь у першому чемпіонаті Європи з боксу серед жінок і завоювала бронзову медаль в категорії до 45 кг. Наприкінці року стала чемпіонкою світу на першому чемпіонаті світу.
- 2002 року програла у чвертьфіналі чемпіонату світу Чан Сон Е (Північна Корея).
- На чемпіонаті Європи 2003 здобула дві перемоги, а у фіналі програла Камелії Негря (Румунія).
- На чемпіонаті Європи 2004 перемогла трьох суперниць і стала чемпіонкою.
- На чемпіонаті Європи 2005 перемогла Маламаті Дросідоу (Греція) у чвертьфіналі, Оксану Штакун (Україна) — у півфіналі, а у фіналі взяла реванш у Камелії Негря (Румунія) і вдруге стала чемпіонкою Європи.
- На чемпіонаті світу 2005 програла у півфіналі Мері Ком (Індія), задовольнившись бронзовою медаллю.

Після завершення спортивної кар'єри працювала у школі вчителем фізкультури, а потім пішла на службу в міліцію.
Була одружена з чемпіоном світу з кікбоксингу Анатолієм Носирєвим. 2007 року народила дочку. Раптово померла від приступу панкреатиту.